# تپه وقفیات
تپه وقفیات مربوط به اواخر سده‌های اولیه دوران‌های تاریخی پس از اسلام است و در استان قزوین، شهرستان تاکستان، بخش اسفرورین، دهستان خرم‌آباد، روستای ابخوره واقع شده و این اثر در تاریخ ۲۶ اسفند ۱۳۸۶ با شمارهٔ ثبت ۲۲۲۳۴ به‌عنوان یکی از آثار ملی ایران به ثبت رسیده است.